# Johan Lindgren (ingenjör)
Johan Fredrik Lindgren, J.F. Lindgren, född 16 juni 1840 i Malmö, död där 16 mars 1907, var en svensk byggnadsingenjör.
Lindgren blev elev vid Tekniska elementarskolan i Malmö 1856 och avlade avgångsexamen 1858. Han var lärling och gesäll i snickeriyrket 1859–1861, ritare vid Kockums mekaniska verkstad 1861, verkmästare där 1864–1873, ledande ingenjör vid byggandet av Atlas verkstäder i Stockholm samt verkstadsingenjör där 1873–1876, första ingenjör och konstruktör vid Carl Holmbergs mekaniska verkstad i Lund 1876–1879, delägare i den av baningenjör Oscar Lundberg 1878 stiftade Ingeniör- och arkitektbyrån i Malmö 1879–1884 och ensam innehavare av samma byrå från 1884.